# Malá Franková
Malá Franková (allemand : Kleinfrankenau ) est un village de Slovaquie situé dans la région de Prešov.

## Histoire
Première mention écrite du village en 1568.

## Démographie

### Évolution de la population
| Année:               | 1994. | 2004.   | 2014.   | 2024.   |
| -------------------- | ----- | ------- | ------- | ------- |
| Nombre de personnes: | 197   | 186     | 181     | 194     |
| Différence:          |       | -5,58 % | -2,68 % | +7,18 % |

| Année:               | 2023. | 2024.   |
| -------------------- | ----- | ------- |
| Nombre de personnes: | 189   | 194     |
| Différence:          |       | +2,64 % |